# オナガサイホウチョウ
オナガサイホウチョウ(尾長裁縫鳥、学名:Orthotomus sutorius)はスズメ目セッカ科に分類される鳥類の一種である。

## 形態
体長は約12cm。雌雄同色で体の表面の羽毛はオリーブ色、下側の羽毛は白色であり頭頂部は赤錆色である。尾羽は長く、繁殖期のオスは中央の羽が更に長くなる。翼は短く、丸みを帯びている。くちばしは長くて尖っており、少し曲がっている。

## 生態
主に昆虫やクモなどの無脊椎動物を餌として食べるが、果実や花の蜜も食べる。
巣は露出した空間には作らず、メスが木に付いたままの大きな葉をクモの糸で袋状に縫い合わせ、円錐形のゆりかごのような土台を作りその中に巣を架ける。

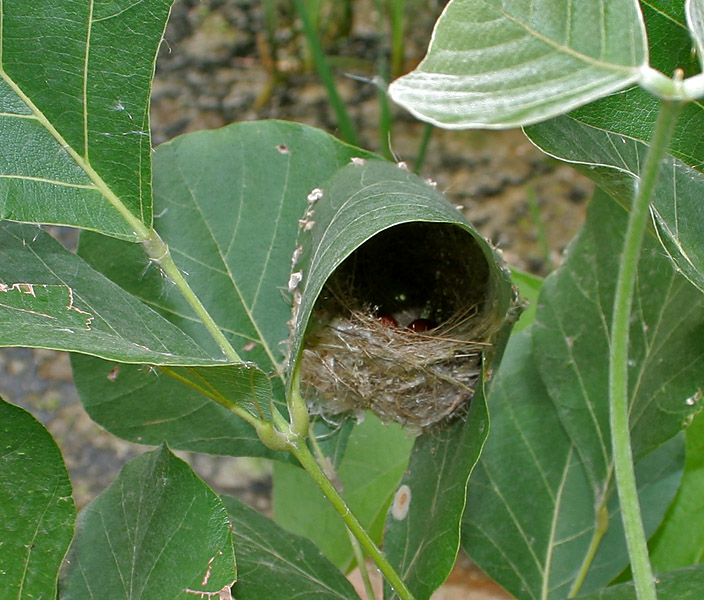
巣。縫い合わせた際に使用した繊維が見られる。
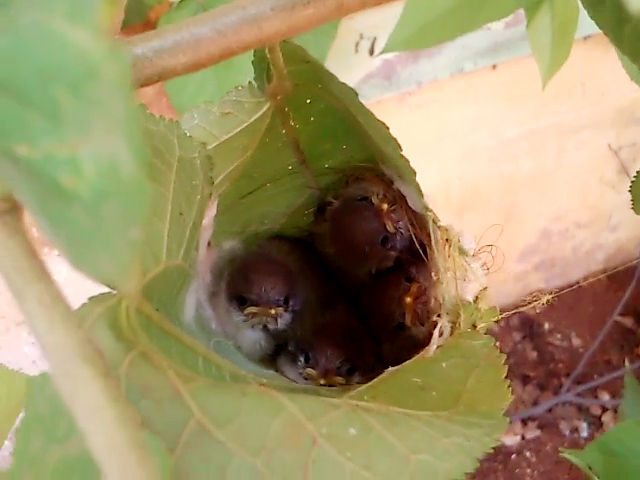
巣の中にいる雛

## 分布
インドから中国南部にかけての南アジア、フィリピンを除いた東南アジアと広く分布している。低木林やマングローブの生えた湿地を住処とするが、順応性が高いため田舎だけでなく都市部にも生息している。